# Paluxy

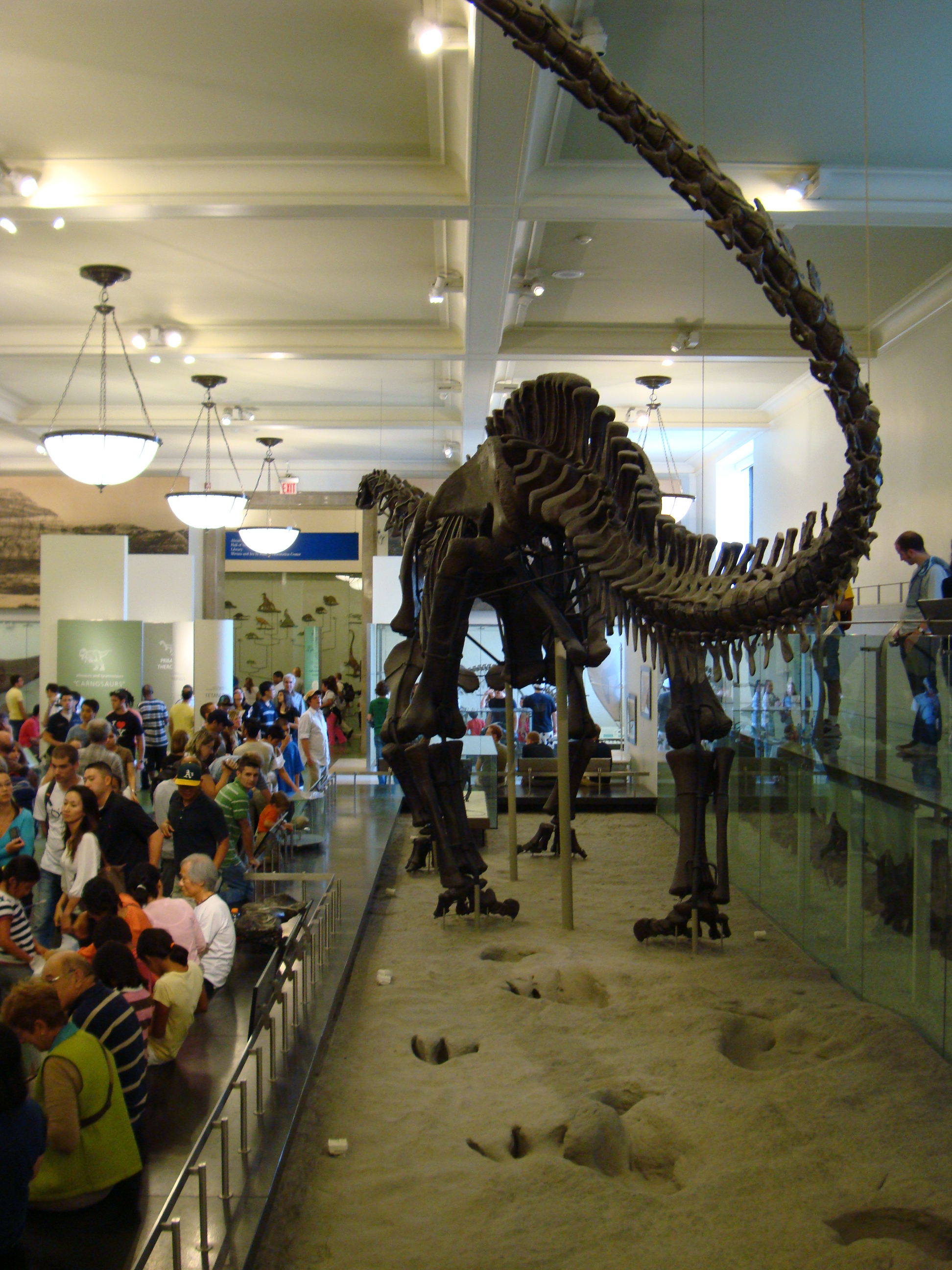
Ślady w AMNH, za nimi szkielet apatozaura

Paluxy – rzeka płynąca w USA, w Teksasie, dopływ rzeki Brazos. Początek swój bierze z połączenia North Paluxy River i South Paluxy River w okolicy Bluff Dale w hrabstwie Erath w stanie Teksas. Ma długość 47 km, uchodzi do Brazos na wschód od Glen Rose w południowo-środkowym hrabstwie Somervell w tym samym stanie.
Znana jest z licznych śladów dinozaurów znalezionych w jej korycie w okolicy Glen Rose w parku stanowym Dinosaur Valley i wiążących się z nimi kontrowersji. W latach trzydziestych XX wieku lokalni mieszkańcy donieśli o znalezieniu dinozaurzych i rzekomo ludzkich śladów w tej samej warstwie skalnej formacji Glen Rose, co zostało szeroko rozpowszechnione jako dowód przeciwko geologicznej skali czasu i świadectwo na korzyść kreacjonizmu młodej Ziemi. Jednak te rzekomo ludzkie ślady okazały się w rzeczywistości owocem błędnych interpretacji i fałszerstw.

## Ślady z Paluxy

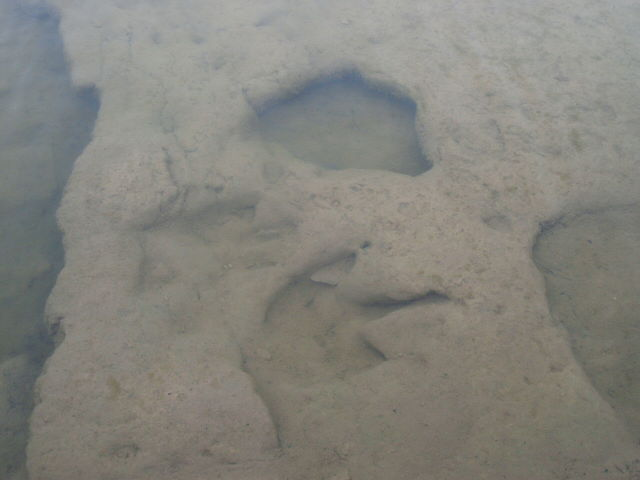
Ślady dinozaurów w korycie rzeki Paluxy

Wiele śladów nieptasich dinozaurów znaleziono w korycie rzeki, niektóre z nich już w 1908 roku. Większość z nich znajdowała się w kredowych wapieniach. Jedne z najbardziej znanych są zapisem pościgu przynajmniej jednego teropoda podążającego za stadem zauropodów. Inne dobrze znane i zbadane miejsca zawierające podobne ślady to Taylor Site, Blue Hole Ballroom i Blue Hole Parlor. W 1938 roku paleontolog Roland Bird odkrył ślady w rzece Paluxy. Dokumentacja i publikacja tych znalezisk uczyniła to miejsce sławnym, przyciągnęło uwagę. Niektórzy z poszukiwaczy zaczęli twierdzić, że część ze śladów należy do człowieka.

### Wyjaśnienia alternatywne
Ślady z rzeki Paluxy przyciągnęły uwagę ewolucjonistów i wyznawców kreacjonizmu. Niektórzy z tych ostatnich twierdzili, że odciski pozostawili po sobie olbrzymi żyjący w czasach dinozaurów, które pozostawiły po sobie inne ślady w tej samej warstwie skalnej. John C. Whitcomb, Henry M. Morris, John D. Morris i Carl Baugh to obecni bądź byli zwolennicy hipotezy, jakoby były to ślady ludzkie. Niektórzy do dziś powołują się na nie jako na dowód przeciwko geologicznej skali czasu, jednak osiągnięto ogólnie przyjmowany konsensus, zgodnie z którym to, co uważano za ludzkie ślady było albo mistyfikacją, albo błędną interpretacją.
Część ze śladów rzeczywiście okazała się fałszerstwem, dokonanym przez lokalną ludność w celu sprzedaży ich podczas wielkiego kryzysu. Odciski stóp nie obrazują w ogóle sposobu poruszania się człowieka idącego po błotnistym podłożu, nie wykazują też cech, których spodziewać by się można w śladach olbrzymiego humanoida.
Niektóre z prawdziwych odcisków, które uważano za odciski stóp, wykazywały jednak cechy niepasujące do odcisków stóp człowieka. Zwolennicy poglądu o ich ludzkim pochodzeniu twierdzili, że obrazują one autentyczne „pompki” w mule i że czas powstania ludzkich i dinozaurzych śladów musiał być taki sam, jako że ślady się przecinają. W 1986 Glen Kuban przeprowadził badania śladów. Odkrył, że większość śladów tworzy szeroką literę „V” na końcu, wykazuje też rowki w miejscach, gdzie w przypadku stopy ludzkich by ich nie było. Kuban ustalił, że ślady pozostawił dwunożny dinozaur o trzech palcach na stopie. Te szczególne ślady pokazują, że dinozaury chodziły w tym wypadku raczej na podeszwach stóp niż na samych tylko palcach, jak to zwykle obrazują ślady. Dowody bazujące na anatomii człowieka również odrzucają tezę o ludzkim pochodzeniu tych odcisków. Pomiary długości stóp wykorzystano do oszacowania wysokości człowieka, który musiałby pozostawić takiej wielkości ślady. Wyniki nie zgadzają się ani z tempem przemieszczania się, ani z długością kroku. Czyni to ich ludzkie pochodzenie nieprawdopodobnym. Pomiary pasują natomiast do wartości cechujących dwunożne dinozaury.
Inne poglądy obejmują powstałe bez udziału organizmów żywych na skutek erozji wzory przypominające odciski stóp, ślady jam niewielkich bezkręgowców, w znacznym stopniu zerodowane bądź niepełne ślady, a także inne odciski występujące na szlakach dinozaurów, tworzone innymi częściami ich ciał.

## Model cyfrowy
W 2014 wykonany cyfrowy model sekwencji śladów obrazujących pościg. Wykorzystywano doń fotografie Birda z 1940, dzięki którym zrekonstruowano cyfrowo odciski w stanie, w jakim były w roku wykonania fotografii, jeszcze przed wykopaliskami. Rekonstrukcja cechuje się znaczną zmiennością co do jakości w różnych częściach modelu, stanowi jednak dobrą demonstrację historycznej fotogrametrii wykorzystywanej do modelowania zniekształconych miejsc i okazów.